# 羅貝爾·吉斯卡爾
羅貝爾·吉斯卡尔（法語：Robert Guiscard，約1015年—1085年7月17日），又稱狡詐者羅貝爾（「吉斯卡尔」在法文意指狡詐的「Tricky」），是一位諾曼人冒險家，因征服南意大利而著名。他從法國的諾曼底來到義大利，跟隨較早來闖蕩的歐特維爾族人在那不勒斯攻城掠地。他和弟弟魯傑羅從家族基地的普利亚（Apulia）向外擴張，接連攻下卡拉布里亞、巴里和大半的西西里島，幾乎統一義大利南部。他先後擔任普利亞伯爵和卡拉布里亞伯爵（1057－1059年）、普利亞公爵和卡拉布里亞公爵並兼任西西里公爵（1059－1085年，由教宗授予），曾經在1078－1081年自立為贝内文托公爵，不久又將頭銜讓予其盟友——教宗。
羅貝爾在11世紀被稱為“足智多謀且有才能、勇氣者”，或“狐狸”和“狡詐者”。他是諾曼人的偉大英雄，被後代諾曼人尊敬。雖然西西里王國於他在世時尚未成立（1130年才建立），但他奠定了王國的開基事業，是實際上的開國英雄和始祖。對天主教會來說，英勇好戰的羅伯特成功趕走了東正教拜占庭和伊斯蘭在義大利的勢力，也是教宗眼中的重要盟友和教會功臣，特別是1080年代激烈的叙任权斗争時，他拯救了落魄逃難的教宗額我略七世，並率軍擊退神聖羅馬皇帝、替教宗奪回羅馬城。

## 生平

### 來到義大利

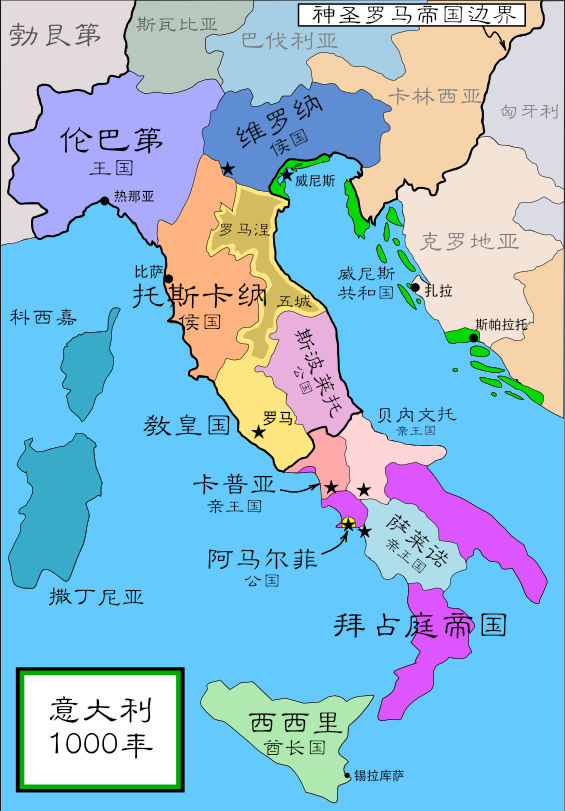
諾曼人征服之前的南義大利，東南角紫色區塊為拜占庭領土，相鄰的兩國則是倫巴人建立的貝內文托公國（粉米色）和薩萊諾公國（淡青色）；教宗國（淺黃色）在11世紀中雖然支持羅貝爾征服南義大利，但中部的史波雷托公國（淡粉色）和卡普亞公國（深米色）則到其侄魯傑羅二世才征服

羅貝爾的父親是歐特維爾家族的坦克雷德，母親芙蕾森達是父親的續弦，家族從北歐移居法國西北的諾曼底已近百年了。因家族人口眾多，從1036年開始，羅貝爾的三個異母哥哥就跟隨當時諾曼人的風潮，去義大利當僱傭兵建功立業，晚生的羅貝爾到30歲（1044年）才離開諾曼底，來到義大利開創事業。起初他的部下只有35個諾曼人，後來在二哥普利亞伯爵的半支援下，他和同母弟魯傑羅開始以偷牛、打劫等方式侵略義大利南部。他隨後帶領更多的諾曼人燒殺擄掠，給義大利人帶來巨大災難，逼使中部的教宗與倫巴人結盟、一同反擊兇惡的諾曼人。當時羅貝爾的三哥韓福萊在1051年剛接替二哥成為普利亞伯爵，看到教宗率兵打來，也組織諾曼軍迎戰教宗。結果，教宗在1053年的西維泰特之役慘敗，連教宗良九世都被諾曼軍的左翼先鋒羅貝爾俘虜，羅貝爾過人的英武和軍事才能是諾曼軍獲勝的主要原因。這場戰役讓他成為諾曼人讚譽的偉大英雄，也讓他獲得三哥韓福萊的看重與賞識。韓福萊決定在自己死後讓羅伯特當普利亚伯国的攝政宰相，並讓他照看自己年幼的兒子和繼承人。但是當1057年韓福萊過世時，羅貝爾卻在在諾曼士兵的一致擁護下，直接併吞韓福萊的遺產和領土，「繼承」了普利亞伯爵。

### 與教宗聯盟
1053年俘虜教宗後，羅貝爾卻表現自己是個虔誠的基督徒，當眾對教宗下跪、請教宗賜給他們諾曼人神聖的祝福。當儀式完成後，他釋放教宗並親自護送到教宗國，回頭卻繼續侵略義大利南部的基督徒勢力。但也因為他對教會的親善態度，之後教宗決定與羅貝爾建立長期的聯盟關係，特別是隔年（1054年）東西教會大分裂（教宗和拜占庭皇帝互相開除教籍），教宗希望藉由諾曼人之手，把拜占庭在南義大利的勢力趕走。於是當1057年羅貝爾接替死去的韓福萊而成為普利亞伯爵之後，1059年新任教宗尼各老二世把羅貝爾征服的土地作為教宗「恩賜」的封地授予他，因此羅貝爾正式升格為普利亞公爵和卡拉布里亞公爵，同時兼任名義上的西西里公爵（當時西西里仍是穆斯林領土），條件是承認教宗為名義上的領主並宣誓效忠。

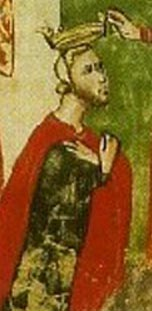
羅貝爾·吉斯卡尔，來自14世紀的手繪稿

### 征服義大利南部
羅貝爾和弟弟魯傑羅因為教宗的強力支持而獲得了許多便利。他們可以假教會之名來對付拜占庭、西西里酋長國、貝內文托公國與薩萊諾公國等義大利南部的各勢力。羅貝爾兄弟首先對拜占庭勢力進行全面戰爭，在1071年即十多年後就消滅拜占庭勢力，攻克了拜占庭在義大利的最後據點巴里。之後他又在1076年消滅倫巴人勢力，佔領了薩萊諾；他又協助其弟魯傑羅大敗西西里酋長國，首先在1061年輕鬆攻克墨西拿，接著讓魯傑羅佔領西西里島北部並建立西西里伯國，最後當第一大城巴勒摩於1072年攻陷之後，消滅南部的伊斯蘭酋長國只是時間早晚的問題。羅貝爾在西西里的軍事行動讓他得到「黑衫羅貝爾」的另一綽號，因為他總穿著高雅的黑色長衫。

### 東征希臘及拯救教宗

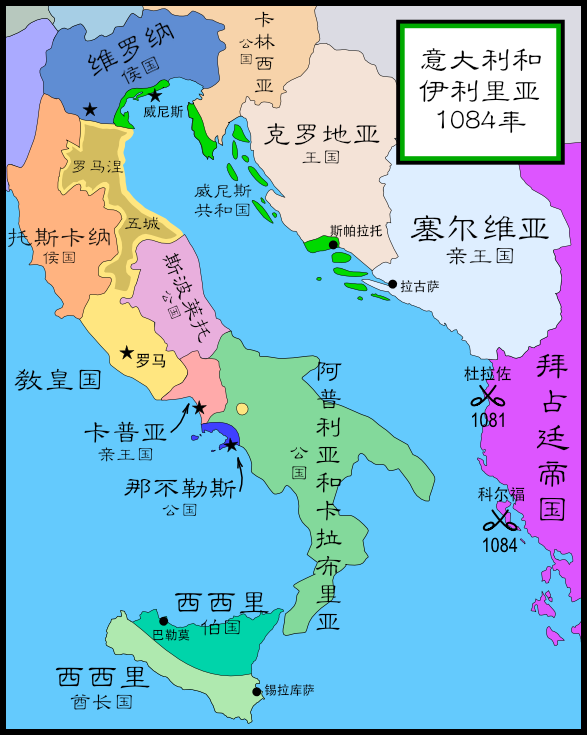
1084年羅貝爾建立的普利亞和卡拉布里亞公國（南義大利），西西里島北部是其弟羅傑建立的西西里伯國（深青色）、南部是快被消滅的西西里酋長國（淡青色）；巴爾幹西北邊都拉斯（1081年）和科孚島（1084年）也成為羅伯特的領土

1071年打下巴里之後，他的野心進一步擴大，夢想滅掉整個拜占庭帝國。1081年他率軍兩萬東征希臘半島，佔領巴爾幹半島西北側的科孚島和都拉斯後，計畫直取君士坦丁堡。但一是因為海軍力量不足，二因海上強國威尼斯與拜占庭結盟，切斷了他的補給線，因此他雖在色薩利大敗皇帝阿歷克塞一世，但陷入苦戰的羅貝爾必須多次回義大利組織援軍，由長子博希蒙德一世繼續領軍。
當1083年他的盟友教宗額我略七世被神聖羅馬皇帝亨利四世趕出羅馬之後，羅貝爾收留教宗並助其奪回羅馬，實質上拯救了因叙任权斗争而落難的教宗。他召回所有諾曼軍反擊亨利四世（導致希臘領土被拜占庭全部奪回），也阻止亨利南下的企圖。1084年他率3.6萬諾曼軍攻入羅馬、逼走亨利的日耳曼軍，但他卻放縱士兵大肆洗劫罗马，結果憤怒的罗马市民们奋起反抗羅貝爾和額我略，兩人被迫一同逃往南部。雖然羅貝爾不久又鎮壓羅馬市民、重佔羅馬，但教宗很快就在南義去世，羅貝爾遂幫助新任教宗重回羅馬。1085年羅貝爾又計畫遠征希臘，卻不幸逝世（70歲），讓拜占庭去掉一個心腹大患。他征服拜占庭的雄偉大業雖未成功，但遺留給子、弟的國土儼然已是一個大國了。

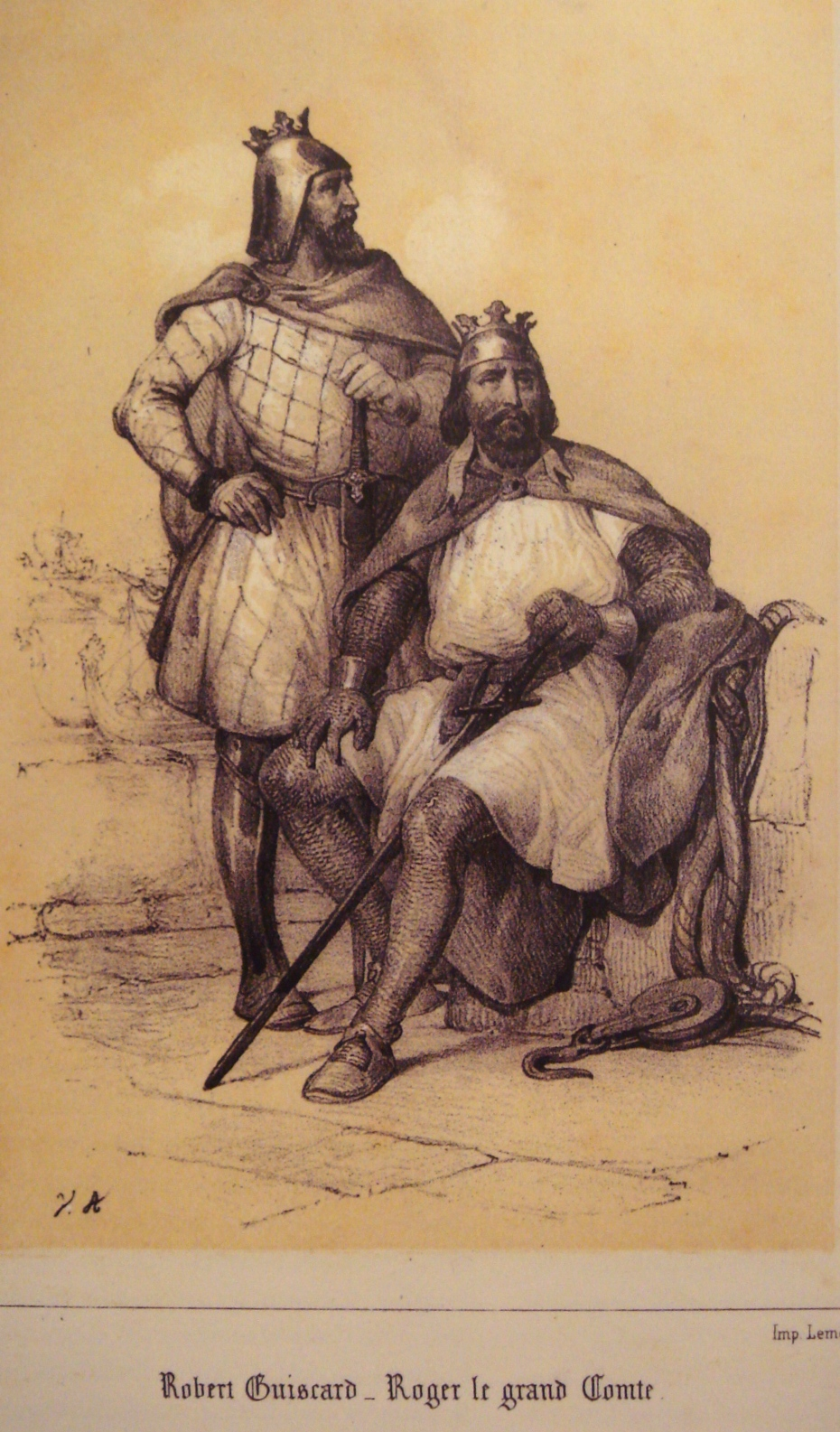
羅貝爾（左側站立者）與弟弟魯傑羅一世（坐下者）

1091年其弟「偉大者」魯傑羅一世征服西西里的穆斯林，將西西里島全部統一。魯傑羅甚至幫助羅貝爾在義大利的繼承人——次子羅傑·博爾薩擊敗羅貝爾長子博希蒙德一世，但自己併吞了許多哥哥留在義大利的封地，並實質上半控制了侄兒的「普利亞和卡拉布里亞公國」。最後在1127年，魯傑羅的兒子魯傑羅二世併吞了羅傑·博爾薩之子（威廉）的領土，建立了由教宗認可的西西里王國。

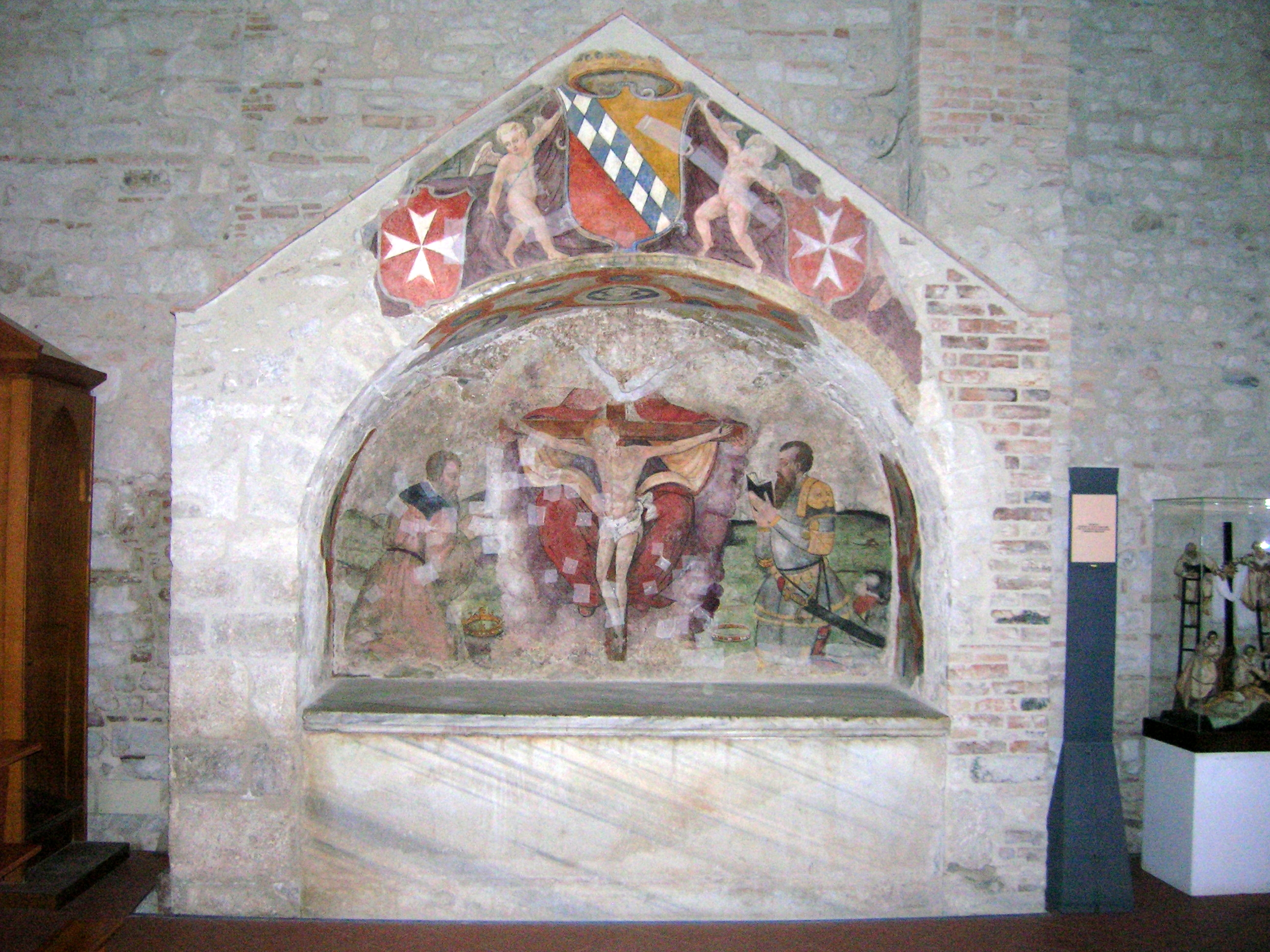
歐特維爾家族的集體陵墓，羅貝爾的下葬地，位於義大利的韋諾薩

## 評價
在後世的諾曼史詩中，他被描述為：「羅貝爾比任何士兵都高大，擁有堅強的臂膀和意志；優美的身材搭配棕色的髮鬚，愛穿華麗衣服但性格貪婪愛錢、勇敢無懼，有時殘酷卻又對部下慷慨。」羅貝爾在同時代被稱為“足智多謀且有才能、勇氣者”，或“狐狸”和“狡猾者”。他在南義大利建立的諾曼人公國，是個人人畏懼的政治強國，他因此成為諾曼人的偉大英雄，也是義大利史上最早、最偉大的僱傭兵隊長。

## 婚姻和子女

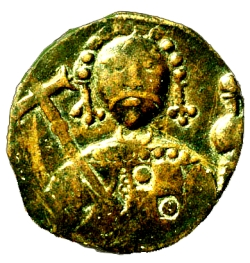
鑄有羅貝爾·吉斯卡尔頭像的硬幣

1051年他和近親關係的布納爾伯格的阿芭菈達（1032－1122年，諾曼勇士之女）結婚，後來在1058年被教宗判為違反教會法的近親通婚，羅貝爾為了討好教宗而離開阿菈芭達並否定此段婚姻（但阿菈芭達諒解此事並和前夫保持友好關係），育有兩名（私生的）子女：
- 博希蒙德一世（1054－1111年）：因被判定為私生子，只能繼承父親的首都塔蘭托一地，他後來與異母弟羅傑·博爾薩（英语：Roger Borsa）爭奪父親遺產而打了繼承戰爭，成為南義的共治者。
- 歐特維爾的艾瑪（英语：Emma of Hauteville）（約1052－1120年，一說1080－1120年），嫁給好侯爵奧都。[2]

大約在1058年（或1059），他又娶了倫巴人西婕蓋塔（薩萊諾公國的公主），兩人育有八名子女：
- 普利亞的瑪媞爾妲（英语：Maud of Apulia）（1059－1085年），嫁給巴塞隆納伯爵拉蒙·貝倫格二世
- 羅傑·博爾薩（英语：Roger Borsa），繼承父親的普利亞公爵和卡拉布里亞公爵（英语：Counts and dukes of Apulia and Calabria）及大部分領土，但承認長兄博希蒙德一世為共治者。
- 瑪貝爾，嫁給威廉·德·格蘭馬森
- 葛森，嫁給于格五世（英语：Hugh V of Maine），因為不忠於婚姻而被丈夫遺棄，並受到教宗責罰其不當的男女關係
- 羅伯特·斯卡利奧（英语：Robert Scalio）
- 歐特維爾的蓋伊（英语：Guy of Hauteville），作為羅貝爾的小兒子而參加十字軍東征
- 西比拉（Sibylla），嫁給魯西伯爵埃爾伯二世，育有8個孩子[6]。
- 奧林匹亞斯（後改名為海倫娜），曾在1074年8月與拜占庭皇帝米海爾七世之子康斯坦丁·杜卡斯（Constantine Doukas）訂婚，後來因為米海爾在1078年被廢，就解除了婚約。[2]

### 腳注
1. 1 2 3 4  赫·赫德，《義大利簡史》，頁78-79
2. 1 2 3  Detlev Schwennicke，《Europäische Stammtafeln|Europäische Stammtafeln: Stammtafeln zur Geschichte der Europäischen Staaten》，Neue Folge, Band II (Marburg, Germany: Verlag von J. A. Stargardt, 1984), Tafel 205
3. 1 2 3 4  王任光著，《西洋中古史》，頁273-275
4. ↑  . Cat.inist.fr.   [2012-10-18]. （原始内容存档于2012-09-17）.
5. 1 2  威爾·杜蘭著，《世界文明史‧第四卷‧信仰的時代》，頁361
6. ↑  Detlev Schwennicke,，《Europäische Stammtafeln: Stammtafeln zur Geschichte der Europäischen Staaten》， Neue Folge, Band III Teilband 4 (Marburg, Germany: Verlag von J. A. Stargardt, 1989), Tafel 677

### 書目
- 王任光著，《西洋中古史》，台北：國立編譯館，1979。
- 瓦萊里奧·林特納著、郭尚興等譯，《周末讀完義大利史》，上海交通大學，2009
- （英）赫·赫德等著、羅念生等譯，《義大利簡史》，北京：商務，1975
- （美）威爾·杜蘭著、幼獅文化公司譯，《世界文明史‧第四卷‧信仰的時代》，北京：東方出版社，1998
- von Kleist, Heinrich，《Robert Guiskard, Herzog der Normänner》，student edition (司徒加特, 2011).
- Chalandon, F.，《Histoire de la domination normande en Italie et en Sicile》 (巴黎, 1907).
- von Heinemann, L. ，《Geschichte der Normannen in Unteritalien》 (萊比錫, 1894).
- Loud, G A. . 2000. ISBN 0-582-04529-0.
- John Julius Norwich，《The Normans in the South 1016–1130》，Longmans: 倫敦, 1967.
- Chaplin, Danny. 《Strenuitas: The Life and Times of Robert Guiscard and Bohemond of Taranto. Norman Power from the Mezzogiorno to Antioch, 1016 - 1111 AD》 (新加坡, 2015).
- Rogers, Clifford J. . Oxford: Oxford University Press. 2010. ISBN 978-0195334036.